# Lijst van bisschoppen van Pécs

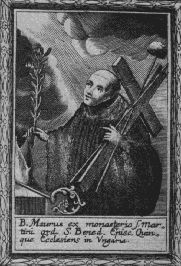
Maurus van Pannonhalma (1036–1070)

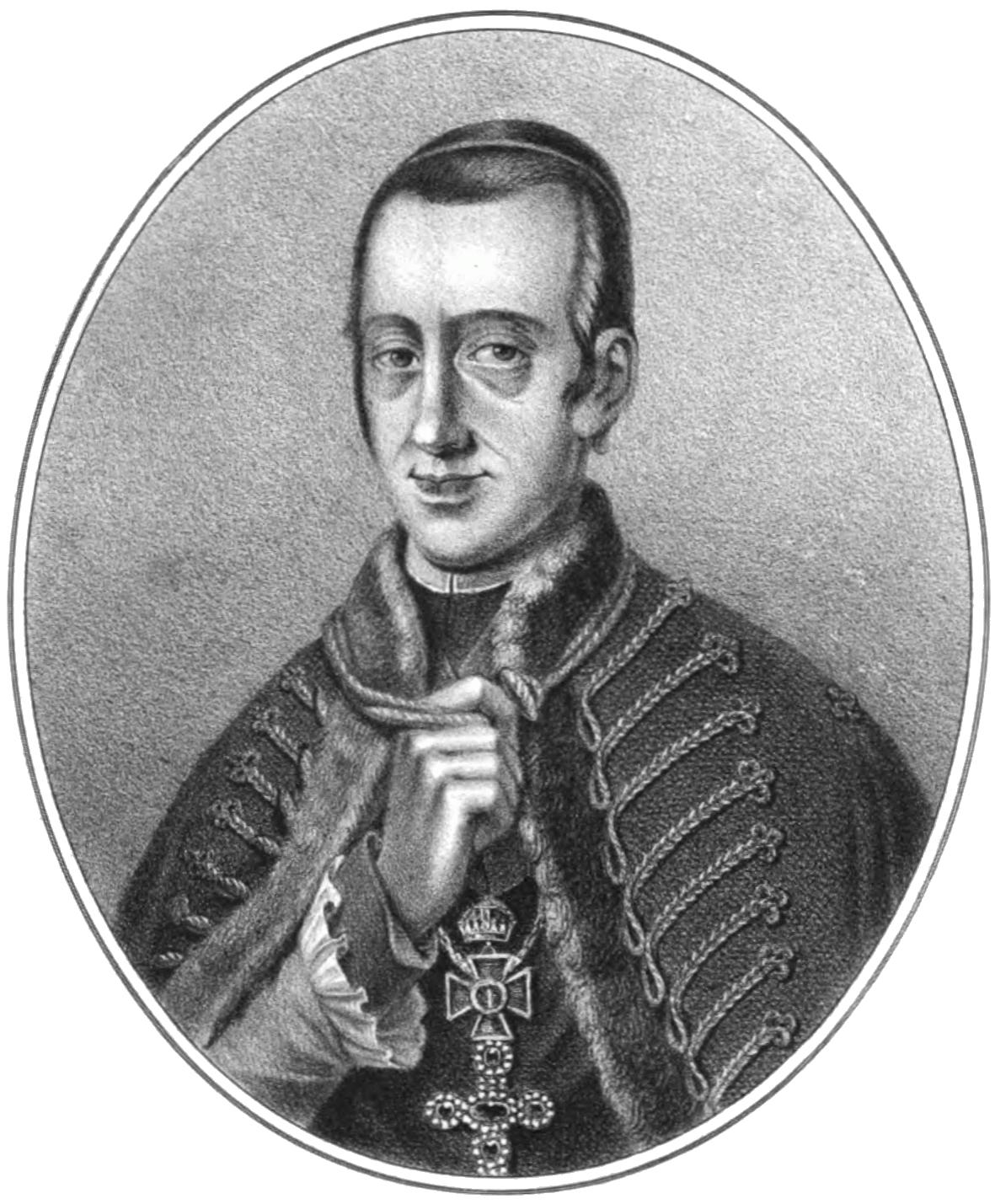
Ignác Szepesy (1828–1838)

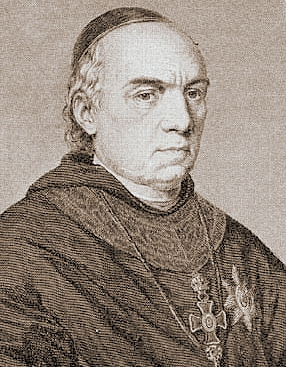
Kardinaal Ján Krstitel Scitovszky (1839–1852)

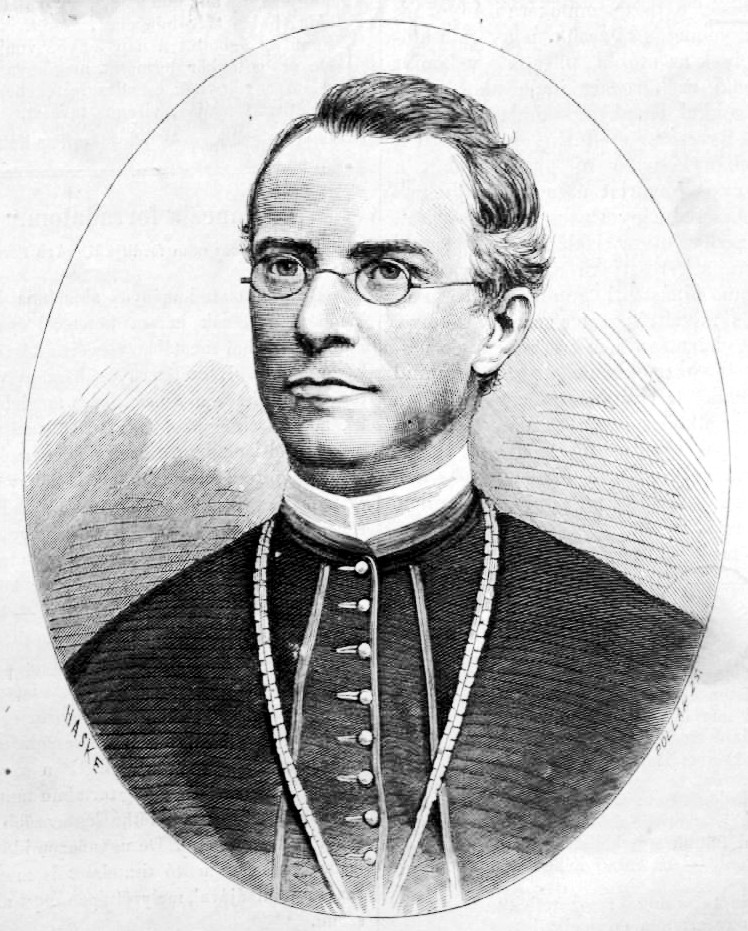
Nándor Dulánszky (1877–1896)

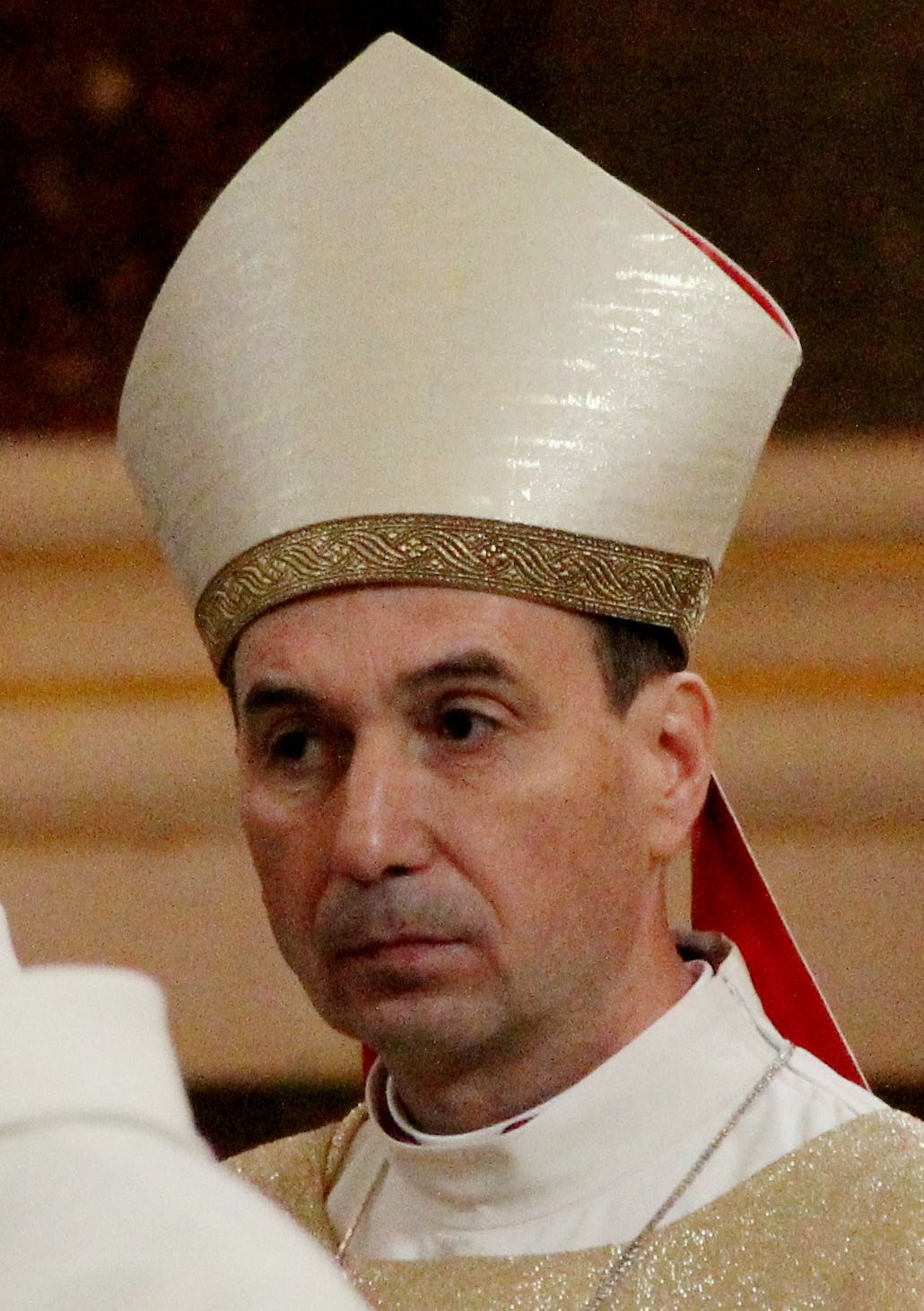
György Udvardy (2011-heden)

Hieronder volgt een lijst van bisschoppen van Pécs.
Het bisdom Pécs werd waarschijnlijk in 1009 gesticht door  koning Stefanus I van Hongarije.
- 1009–1036 Bonipert
- 1036–1070 Heilige Maurus van Pannonhalma
- 1070–1100 Johann I
- ?-? Cyriacus
- 1106–1134 Simon Szicíliai
- 1135 Zeri Barna vagy Nána
- 1138–1140 Makár I
- 1140–1148 János I
- 1148–1160 Anthimius
- 1162–1181 Makár II
- 1181 Jób I
- 1186 Makár III
- 1188–1218 Kalán
- 1219–1251 Bertalan von Burgund
- 1251–1252 Achilles
- 1252–1280 Jób II Záh
- 1280–1302 Pál Balogh nembeli Széchy
- 1302–1314 Péter I
- 1314–1345 László Kórogyi
- 1346–1360 Miklós Poroszlói vagy Neszmélyi
- 1360–1374 Vilmos Koppenbachi
- 1374-1408 Valentin d´Alsan (Bálint Alsáni)
- 1410–1420 János Albeni és Medvei
- 1421–1445 Heinrich János Czirkel
- 1445–1455 András Kálnói
- 1456–1459 Miklós Barni
- 1459–1472 Johannes van Csezmicze
- 1473–1505 Zsigmond Hampó
- 1505–1521 Georg Szakmary (György Szatmári)
- 1521–1526 Móré Fülöp Csulai
- 1526–1538 György Sulyok
- 1539–1541 János Ezek vagy Ezith
- 1541–1548 Stanislav Škovránko (Várallyi)
- 1548–1550 Pál Gregoriáncz
- 1550–1552 György Tompa
- 1554–1557 Antun Vrančić (Verancsics)   (ook bisschop van Eger)
- 1557–1563 Juraj Drašković von Trakošćan
- 1563–1567 András Dudith
- 1568–1578 János Monoszlóy
- 1579–1586 Mikuláš Telegdy
- 1587–1592 János Kuthassy
- 1592–1595 János Cserődy
- 1596–1598 Miklós Zelniczey
- 1598 Miklós Mikáczy
- 1598–1605 György Zalarnaky
- 1608 János Erdődy
- 1608 Ferenc Ergelics
- 1608–1611 Peter Domitrovich
- 1611–1619 János Pyber
- 1619–1621 Miklós Dallos
- 1621–1625 Tamás Balásfy
- 1625–1628 Pál Felsőtáli Dávid
- 1628–1630 György Ifj. van Drašković
- 1630–1637 Benedek Vinkovits
- 1637–1639 János Cseh
- 1639–1642 István Bosnyák
- 1642–1643 Albert Cziglédy
- 1643–1644 György Szelepcsényi
- 1644–1648 György Széchényi
- 1648–1658 Pál Hoffmann
- 1658–1668 János Salix
- 1668–1676 Ján Gubasóczy (ook bisschop van Vác)
- 1676–1687 Pál Széchényi
- 1687–1703 Mátyás Ignác Radanay
- 1703–1732 Wilhelm Graf Nesselrode
- 1732–1734 Anton Kázmér von Thurn
- 1735–1739 Alvarez Cienfuegos
- 1739–1748 Zsigmond Berényi
- 1751–1777 György Klimó
- 1781–1799 Pál László Eszterházy
- 1807 Márton Görgey
- 1808–1825 József Király
- 1828–1838 Ignác Szepesy
- 1839–1852 Kardinaal Ján Krstitel Scitovszky (ook aartsbisschop van Esztergom)
- 1862–1868 György Girk
- 1869–1877 Zsigmond Kovács
- 1877–1896 Nándor Dulánszky
- 1897–1903 Sámuel Hetyey
- 1905–1925 Gyula Zichy (ook aartsbisschop van Kalocsa)
- 1926–1958 Ferenc Virág
- 1958–1961 Ferenc Rogács
- 1969–1989 József Cserháti
- 1989–2011 Mihály Mayer
- sinds 2011 György Udvardy